# Барьер искрозащиты
Барьер искрозащиты — узел законченной конструкции, удовлетворяющий требованиям, предъявляемым к искробезопасным цепям, служащий барьером между искробезопасными и искроопасными электрическими цепями. Барьер искрозащиты отличается от блока искрозащиты тем, что является законченным узлом. Блок искрозащиты входит в состав связанного с искробезопасностью электрооборудования.

## Шунт-диодные барьеры

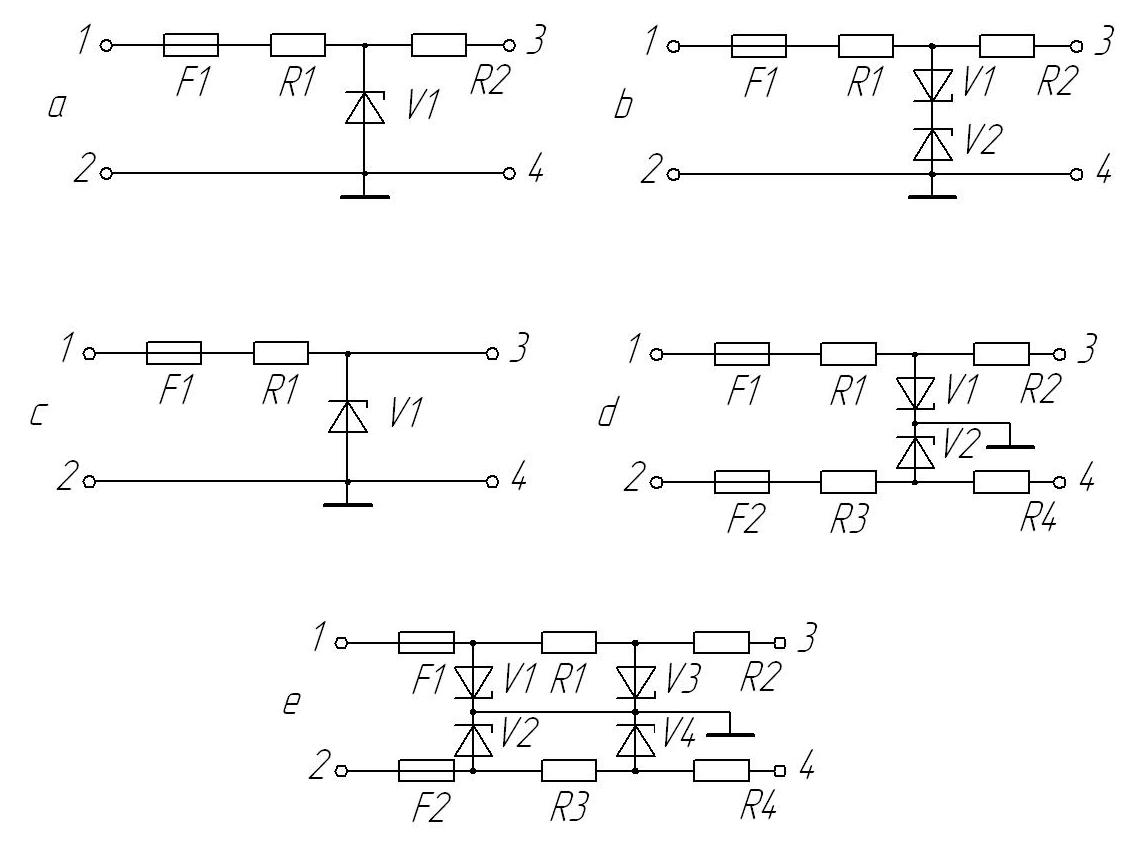
Принципиальные электрические схемы блоков искрозащиты на стабилитронах. a — схема блока с балластным резистором; b — схема блока с балластным резистором для переменного тока; c — схема блока без балластного резистора; d — схема блока для переменного тока с балластными резисторами и заземленной средней точкой стабилитронов; e — схема блока для переменного тока с балластными резисторами с дублированием стабилитронов и заземленной их средней точкой. 1-2 к искроопасной цепи; 3-4 к искробезопасной цепи

Диоды в диодном барьере безопасности ограничивают напряжение, приложенное к искробезопасной цепи, а неповреждаемый токоограничительный резистор ограничивает ток, который может проходить по цепи. Барьеры безопасности предназначены для применения в качестве средств сопряжения искробезопасных и искроопасных цепей.
В зависимости от уровня искробезопасной цепи ia, ib, ic ветвь цепи, содержащая ограничивающий напряжение диод, должна параллельно троироваться (для ia) или дублироваться (для ib).
Искробезопасные барьеры на шунтирующих диодах (стабилитронах) были разработаны в конце 1950-х для контроллеров управления технологическими процессами в химической промышленности.
Обычно блок искрозащиты на стабилитронах (БИС) выполнен как единый неразборный блок, залитый компаундом или помещённый в неразборную оболочку, что исключает возможность ремонта или замены элементов его внутреннего монтажа.
БИС состоит из шунтирующих стабилитронов и последовательно включённых резисторов или резисторов и предохранителей.
В нормальном режиме работы электрооборудования напряжение пробоя стабилитронов не превышается — стабилитрон не проводит ток. При возникновении аварии во вторичной части системы, расположенной в безопасной зоне, и при превышении
внешним напряжением значения напряжения пробоя стабилитрона (рабочей областью стабилитронов является участок на обратной ветви вольт-амперной характеристики) он переходит в режим стабилизации уровня напряжения при изменении величины протекающего через него тока. Стабилитрон начинает проводить ток. Последовательно включённый резистор ограничивает ток в цепи взрывоопасной зоны. При достижении током определённого значения срабатывает встроенный предохранитель, что предотвращает передачу недопустимо большой электрической мощности из безопасной зоны в электрические цепи оборудования, расположенного во взрывоопасной зоне.
Достоинства:
- простота изделий;
- универсальность;
- низкие потери;

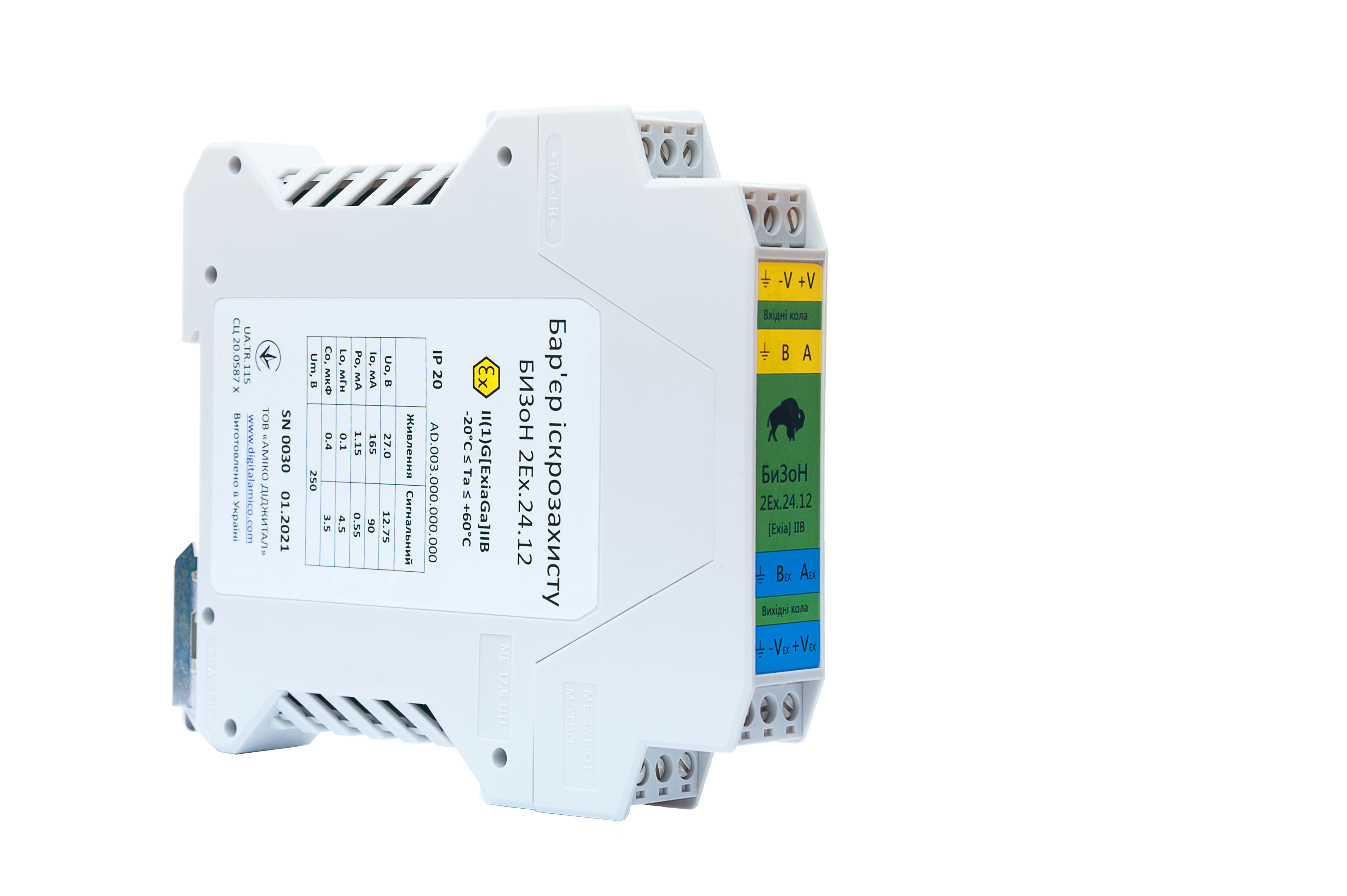
Пример внешнего вида барьера искрозащиты в закрытом корпусе. С маркировкой вида взрывозащиты и требуемой маркировкой касательно условий применения.

- не требует отдельного источника питания;
- большая практика эксплуатации во всем мире;
- высокая плотность монтажа
- высокая точность и линейность
- низкая стоимость
- хороший частотный диапазон (до 100 кГц).

Недостатки:
- ограниченный диапазон рабочих напряжений;
- ограниченное напряжение, доступное в опасной зоне;
- необходимость фундаментального безопасного заземления барьеров;
- необходимость использования только низковольтного оборудования, обусловленное гальванической связью между опасной и безопасной зонами;
- оборудование опасной зоны должно быть изолировано от земли;
- не поддается восстановлению после аварии;
- уязвимы для молнии и других импульсных перенапряжений.

Одним из основных параметров, характеризующим барьеры, является проходное сопротивление. При снижении проходного сопротивления барьера возможно использовать датчики с большим значением минимального напряжения питания и большим сопротивлением. Использование российскими производителями мощных резисторов и мощных стабилитронов позволило снизить проходное сопротивление 24-вольтовых барьеров степени искрозащиты ib до 284 Ом. Дальнейшее уменьшение проходного сопротивления использованием более мощных стабилитронов ограничивается увеличением габаритов барьеров и увеличением их стоимости.

## Барьеры с гальванической развязкой
Барьер искробезопасности с гальванической развязкой (изолятор), разрывает любое прямое (гальваническое) соединение между электрическими цепями взрывобезопасной и взрывоопасной зон за счет использования слоя изоляционного материала между ними. Передача информации производится обычно через один из видов трансформаторов: оптрон, трансформатор или реле. Окончательно взрывобезопасность достигается за счет использования диодно-резистивной схемы, подобной шунт-диодному барьеру.
Так как цепь опасной зоны гальванически не связана с цепью безопасной зоны, блокирование чрезмерной энергии в барьере с гальванической развязкой обычно расценивают как эффективное и фундаментальное. Практически, ноль измерительного прибора обычно связан с заземленной нейтралью трансформатора энергоснабжения для предотвращения помех и соображений безопасности. Таким образом при повреждении ток замыкается на нейтраль, вызывая разрушение плавкого предохранителя, устраняющее короткое замыкание за относительно короткое время.
Достоинства:
- широкий диапазон рабочих напряжений
- высокое напряжение (мощность), доступные в опасной и в безопасной зонах;
- низкие требования к заземлению;
- отсутствие гальванической связи;
- оборудование опасной зоны может иметь контакт с землей;
- может быть восстановлен после аварии;
- слабо уязвимы для молнии и других импульсных перенапряжений;
- незаменимы в кораблестроении и для отдельных специальных применений.

Недостатки:
- сложность изделий;
- специализированное назначение для каждого устройства;
- высокое энергопотребление (2 ВА);
- необходим отдельный источник питания;
- низкая плотность монтажа;
- невысокая точность и линейность;
- высокая стоимость;
- ограниченный частотный диапазон.[5]